# NGC 315
NGC 315 is een elliptisch sterrenstelsel in het sterrenbeeld Vissen. NGC 315 staat op ongeveer 204 miljoen lichtjaar van de Aarde.
NGC 315 werd op 11 september 1784 ontdekt door de Duits-Britse astronoom William Herschel.

## Synoniemen
- PGC 3455
- UGC 597